# Chancellor (Dakota del Sur)
Chancellor es un pueblo situado en el condado de Turner, Dakota del Sur, Estados Unidos. Tiene una población estimada, a mediados de 2023, de 316 habitantes.

## Geografía
Está ubicado en las coordenadas 43°22′19″N 96°59′14″O / 43.37194, -96.98722. Según la Oficina del Censo, tiene una superficie de 0.57 km², correspondientes en su totalidad a tierra firme.

## Demografía
Según el censo de 2020, en ese momento había 300 personas residiendo en la localidad. La densidad de población era de 526.32 hab./km². El 92.67% de los habitantes eran blancos, el 1.00% eran amerindios, el 0.67% eran asiáticos, el 0.33% era de otra raza y el 5.33% eran de una mezcla de razas. Del total de la población, el 2.00% eran hispanos o latinos de cualquier raza.